# رنگینک دم‌سنجاقی
رنگینک دم‌سنجاقی (نام علمی: Ilicura militaris) نام یک گونه از تیره رنگینک است.